# 艾煊
艾煊（1922年10月22日—2001年8月10日），安徽舒城人，中华人民共和国政治人物、作家。

## 生平
艾煊是安徽省舒城县桃溪镇人。1939年，参加新四军，担任在新四军第二师任政治指导员、教员、编辑、记者。第二次国共内战期间，担任第三野战军任新华分社采访部主任、特派记者。中华人民共和国成立后，任《新华日报》特派记者、副刊编辑、编辑部副主任，中共江苏省委宣传部文艺处处长，中国作家协会江苏分会主席（江苏省文联主席），中国作家协会第四届理事会理事。著有《大江风雷》。